# Phymatidium falcifolium
Phymatidium falcifolium är en orkidéart som beskrevs av John Lindley. Phymatidium falcifolium ingår i släktet Phymatidium och familjen orkidéer. Inga underarter finns listade i Catalogue of Life.